# Đại học Konyang
Đại học Konyang (RR: Geonyang), toạ lạc ở Nonsan, Hàn Quốc, là một trường đại học thành lập năm 1991.
Đại học Konyang có các khu trường sở ở Nonsan và Daejeon. Cơ sở Nonsan là cơ sở chính còn cơ sở Daejeon là cơ sở đào tạo y khoa điều dưỡng.
Hiệu trưởng là tiến sĩ Kim Hee-soo, người đã nhận được giải thưởng năm 2006 của Hàn Quốc 국민훈상무궁화장 dành cho công dân xuất sắc vì ông đã có công trong việc phát triển giáo dục.